# Qiáochéng Qū
Qiáochéng Qū o distrito de Qiáochéng es una localidad de la ciudad-prefectura de Bozhou en la provincia de Anhui, República Popular China, con una población censada en noviembre de 2010 de 1 409 436 habitantes.
Se encuentra situada en el norte de la provincia, cerca del río Huai y de la frontera con la provincia de Henan.